# HD 128198
HD 128198 är en orange jätte i Björnvaktarens stjärnbild.
Stjärnan har visuell magnitud +6,00 och är knappt synlig för blotta ögat vid god seeing.